# Adamowo (Maków)
Pour les articles homonymes, voir Adamowo.
Adamowo (prononciation : [adaˈmɔvɔ]) est un village polonais de la gmina de Czerwonka dans le powiat de Maków de la voïvodie de Mazovie dans le centre-est de la Pologne.
Il se situe à environ 8 kilomètres au sud de Czerwonka (siège de la gmina), 8 kilomètres au sud-est de Maków Mazowiecki (siège du powiat) et à 70 kilomètres au nord de Varsovie (capitale de la Pologne).

## Histoire
De 1975 à 1998, le village appartenait administrativement à la voïvodie d'Ostrołęka.